# Charles-Antoine Croutte
Charles-Antoine Croutte (22 février 1699 - 26 janvier 1768) est un horloger français de Saint-Nicolas-d'Aliermont dans la région de Dieppe, en Normandie.
Il est le premier horloger répertorié dans cette ville qui deviendra ensuite un centre horloger réputé.

## Biographie
Installés à Arques-la-Bataille en 1702, près de Dieppe, Charles Antoine Croutte et sa sœur Marie Anne quittent les lieux en 1725, au décès de leur père, pour venir s’installer à Saint-Nicolas-d'Aliermont.
La commune dénombrait 38 chaudronniers en 1733, peu après son implantation, soit un habitant sur sept. Charles-Antoine Croutte utilise cette main d'œuvre qualifiée et bien approvisionnée. Il la fait travailler pour confectionner des pièces utilisées dans l'horlogerie, leur assurant de nouveaux débouchés commerciaux en plus de la marine dieppoise et des ustensiles de cuisine.
Père de douze enfants qui vont perpétuer son commerce, il forme de nombreux apprentis qui vont à leur tour implanter leurs ateliers dans le village. Les apprentis arrivent des villages d'Ancourt, Capval, Saint Aubin le Cauf, Saint Martin Église, Freulleville, Grèges, Londinières, de Dieppe et des départements de l'Oise, des Ardennes, de la Somme et de Paris. Le village, qui comptait huit ateliers d’horlogerie en 1750, en dénombre vingt-sept en 1789.
Parmi les marchands d'horloges identifiés comme ses contemporains, Charles Cauchy, Michel Cailly, Nicolas Quetteville, le marchand forain Jacques Dumouchel.
Le musée de l'horlogerie de Saint-Nicolas-d'Aliermont entretient et fait partager cette histoire à travers de nombreuses œuvres et archives.